# Rodolfo Disner Claveria
Rodolfo Disner Claveria ( 1931 - 9 de abril de 2021) es un artista quien fue reconocido como Premio Chiapas en Artes. Ceramista, fue representante de las artes visuales chiapanecas, y se le llamó "el alquimista de oro", por su creatividad en la plástica.

## Vida personal
Disner Clavería nació en Huixtla, Chiapas, sin embargo, radicó mucho tiempo en Tonalá, donde vivía cerca de una ladrillera, donde empezó a hacer figuras de barro, y así se inició su gusto por las artes plásticas. Entre sus hijos se encuentra la  escritora y promotora cultural Damaris Disner, quien dirige la Galería Rodolfo Disner, en homenaje a su padre, en la ciudad de Tuxtla Gutiérrez.

## Estudios
El artista plástico, se trasladó por unos años a la Ciudad de México, donde estudió en la Academia de San Carlos de 1956 a 1960, la misma escuela que albergó a grandes muralistas de México como David Alfaro Siqueiros y Diego Rivera. Ahí aprendió de historia y técnicas del arte. 

## Carrera Artística
Ha realizado murales en cerámica, entre ellos los de la Biblioteca del Centro Cultural Jaime Sabines, el cual hace alusión a los orígenes de la humanidad. Le llevó un año hacerlo junto con 12 artesanos. La obra está compuesta de 12 mil 200 tabiques de 15 por 15 cada uno. La técnica consiste en dibujar directamente sobre las tablas de arcilla y pasarlas a cocción, los efectos se consiguen en virtud de la aplicación de una base química de coloración, así como las reducciones de oxido de cobre. También se encuentra otro de sus murales en el Campus IX de la Universidad Autónoma de Chiapas, en Tonalá. 
Los escritores de Chiapas han reflejado su admiración por la obra de Disner, como es el caso de Iris Aggeler, quien aborda el mural del Jaime Sabines: "La mujer de Disner está sonriente, nos recibe de frente, nos observa y da la bienvenida con  sus brazos abiertos, entre delfines y otros seres de mar. Es una alegoría que rinde homenaje al mar como fuente de vida, al espíritu generoso y fértil del agua."
Héctor Cortes Mandujano, publica un réquiem al maestro: "Hay la llamita temblorosa de una vela en un huracán, hay el fuego controlado que no quiere dar libertad a la naturaleza voraz de la ignición, hay el incendio que no puede ni quiere apagarse, hay la hoguera alrededor de la cual bailan las criaturas de la noche y hay el bendito corazón en llamas en la obra de Rodolfo Disner. Estos son los frutos del fuego creador, ascuas que no queman, lumbre –inquieta inmovilidad– del arte de este hombre nacido él mismo en la fragua de la costa chiapaneca. Descanse en paz, maestro."
Entre las temáticas de su obra encontramos el mar, la religión, y la vida cotidiana. Su obra cuenta con numerosas exposiciones nacionales e internacionales, individuales y colectivas. En el 2000 el Consejo Estatal para las Culturas y las Artes de Chiapas, le realizó una retrospectiva de su obra artística y un homenaje por su labor en las artes plásticas. Además ha mostrado en la Ciudad de México en (1968-1970), en 1984 en el Instituto Goethe, en 1986 en la Casa de la Cultura “Jesús Reyes Heroles, así también en el estado de Hidalgo de 1968-1970, en el estado de Oaxaca en la Escuela de Artes Plástica (1970), igualmente hizo exposiciones en Houston, Texas, en San Francisco y San Diego en (1988).

## Premios
Disner fue reconocido con el Premio Chiapas de Artes en el 2000. 